# Kapela Marije, Zdravja bolnikov, Ljubljana
Kapela Marije, Zdravja bolnikov je kapela, ki se nahaja v stavbi »D« Onkološkega inštituta Ljubljana. 
Kapela je bila narejena po načrtu arhitekta Matije Marinka. Dela so se pričela februarja 2007. Mozaik na temo Gospodovega oznanjenja Mariji je izdelal jezuit p. Marko Ivan Rupnik.